# Maksym Chvorost
Maksym Volodymyrovyč Chvorost (in ucraino Максим Володимирович Хворост?; Kharkov, 15 luglio 1982) è uno schermidore ucraino, vincitore di una medaglia d'argento e due di bronzo ai campionati mondiali di scherma.

## Palmarès
- Mondiali

L'Avana 2003: argento nella spada individuale.
Lipsia 2005: bronzo nella spada a squadre.
Torino 2006: bronzo nella spada a squadre.
Mosca 2015: oro nella spada a squadre.
- Europei

Coblenza 2001: oro nella spada a squadre.
Mosca 2002: bronzo nella spada a squadre.
Zalaegerszeg 2005: argento nella spada a squadre.
Lipsia 2010: argento nella spada a squadre.
Legnano 2012: bronzo nella spada a squadre.
Toruń 2016: bronzo nella spada a squadre.
Tbilisi 2017: argento nella spada a squadre.